# Metriochroa latifoliella
L'ecofillembio dell'olivo (Metriochroa latifoliella (Millière, 1886)) è un lepidottero appartenente alla famiglia Gracillariidae, diffuso nell'Europa mediterranea.

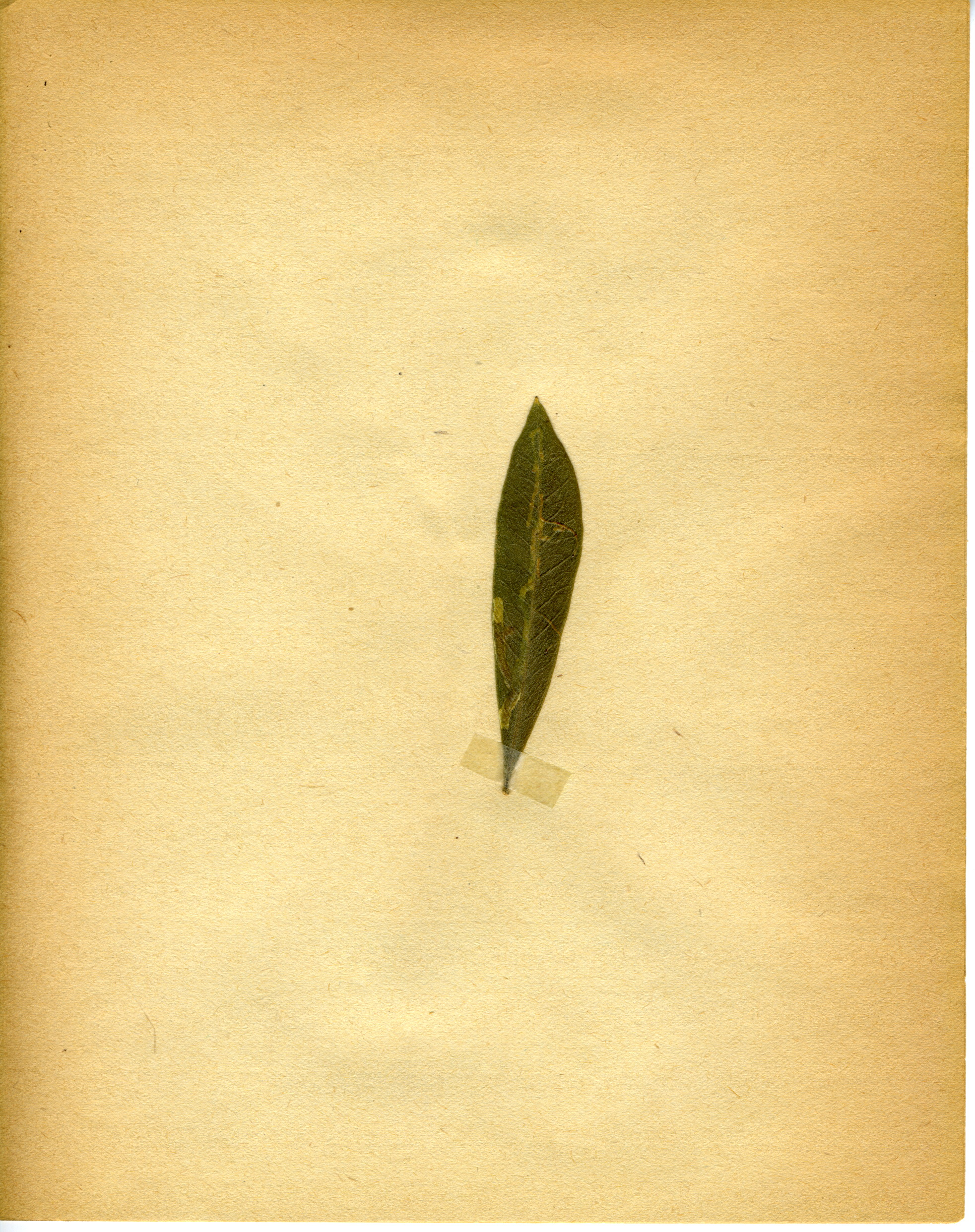
Azione su una foglia

## Biologia
Le larve si nutrono di Olea europaea, Phillyrea angustifolia e Phillyrea latifolia. Esse scavano le foglie della loro pianta ospite: il cunicolo consiste di un corridoio che si avvolge a V attraverso l'intera foglia (dal picciolo giunge vicino all'apice e poi volge indietro): molto stretto nel punto iniziale, esso diviene piuttosto ampio alla fine. Ci sono grandi quantità di escrementi: solo i margini ne rimangono liberi, e sono trasparenti. L'impupamento avviene in un bozzolo di seta in fondo al cunicolo. Tuttavia, è molto raro che la sua azione provochi danni consistenti.
Ciononostante, non è ritenuto solamente un insetto dannoso in olivicoltura: sebbene non ne sia un antagonista diretto, ospita imenotteri calcidodei quali il Pnigalio agraules, che successivamente aggrediscono la Mosca olearia. Occasionalmente viene predato dallo stesso Pnigalio agraules.